# Pardela-pequena
A pardela-pequena (Puffinus assimilis) é uma ave marinha pertencente à família Procellariidae. É um pouco mais pequena que as outras espécies do seu género e distingue-se sobretudo pelas faces brancas e pelo voo mais rápido.
Esta pardela nidifica nas ilhas da Macaronésia e também em diversas outras ilhas do Atlântico sul. Ocasionalmente aparece em águas da ZEE de Portugal Continental, mas só muito raramente se aproxima do continente.
A subespécie Puffinus assimilis baroli, conhecida pelo nome comum de frulho e endémica da Macaronésia, foi recentemente autonomizada, passando a constituir a espécie Puffinus baroli.

## Conservação
Esta espécie encontra-se listada no Livro Vermelho dos Vertebrados de Portugal com o estatuto de Vulnerável.